# Malosco
Malosco är en ort och frazione i kommunen Borgo d'Anaunia i provinsen Trento i regionen Trentino-Sydtyrolen i Italien. Kommunen upphörde den 31 december 2019 och bildade tillsammans med kommunerna Castelfondo och Fondo den nya kommunen Borgo d'Anaunia. Den tidigare kommunen hade 443 invånare (2018).